# Behind That Locked Door
Behind That Locked Door è un brano musicale di George Harrison incluso nell'album All Things Must Pass (1970).

## Il brano

### Origine e storia
Dopo tre anni di reclusione dal business del mondo musicale, Bob Dylan, nel 1969, decise di partecipare al Festival dell'Isola di Wight, sulla costa meridionale della Gran Bretagna. Personaggi di spicco della musica inglese iniziarono a radunarsi nell'isola per mostrare il loro sostegno al "menestrello di una generazione", che decise di farsi accompagnare dal complesso The Band, che già lo aveva accompagnato nel suo controverso tour del 1966, gruppo ormai celebre anche da solo.
Mentre stava pubblicizzando Hare Krishna Mantra, il singolo di debutto dei Radha Krishna Temple per l'Apple Records, la settimana precedente il Festival, George Harrison, assieme alla moglie Pattie Boyd, stette, assieme alla famiglia di Dylan, alla Forelands Farm, nei pressi di Bembridge, e questo cementò ancor di più il rapporto tra i due chitarristi, che vennero uditi interpretare delle canzoni degli Everly Brothers.
Tra una folla di probabilmente duecentomila persone, Bob Dylan si esibì il 31 agosto, un'esibizione che fece considerare dalla stampa inglese la giornata come un secondo "D-Day". Il chitarrista si cimentò principalmente in pezzi folk, come Like a Rolling Stone e Mr. Tambourine Man, contrariamente a quanto pensato dai presenti i quali si aspettavano un Dylan "più rock",  come da suo recente "periodo elettrico" che aveva caratterizzato i suoi ultimi concerti, ma il musicista statunitense aveva oramai pubblicato Nashville Skyline (1969), un LP di musica country. L'arrivo, il 30 stesso, di altri due membri dei Beatles, John Lennon e Ringo Starr, fece far circolare voci per cui un membro del gruppo avrebbe potuto fare un'apparizione a sorpresa con Dylan nella serata; comunque, i due Beatles, con Harrison, Dylan, Eric Clapton, Jackie Lomax, Ginger Baker e alcuni membri della The Band, suonarono assieme in una jam-session nel corso del fine settimana.
George Harrison vide l'esibizione dell'amico musicista dalla zona VIP, e pensò a una nuova composizione, che divenne poi Behind That Locked Door.

### Composizione
Iniziata la notte prima dell'esecuzione dell'amico chitarrista, Behind That Locked Door, come la loro collaborazione dell'anno precedente I'd Have You Anytime, presenta un testo che parla della natura elusiva di Bob Dylan, con una breve parte del testo uguale; musicalmente, la canzone è un Valzer country. La strofa d'apertura, considerata come un incitamento personale per l'amico per uscire fuori dalla depressione e guardare al futuro, è seguita da un'altra, in cui George Harrison incita Dylan a condividere con lui i soggetti delle sue "storie": infatti, assieme a Ravi Shankar, il cantautore statunitense fu la principale fonte d'ispirazione musicale per il suo collega britannico. È stato fatto notare che, mentre milioni di persone guardavano i Beatles come loro profeti, un membro del complesso guardava invece Bob Dylan; anche John Lennon fu fortemente ispirato da Dylan. Harrison fu uno dei tre musicisti ad avere l'onore di accompagnarlo nel Concert for Bangla Desh del 1º agosto 1971, pubblicato nel gennaio seguente sull'omonimo triplo live album, e, nel 1988, assieme a Jeff Lynne, Tom Petty e Roy Orbison i due fondarono un super-gruppo, i Traveling Wilburys.
Inoltre, Simon Leng ha fatto notare che il testo di Behind That Locked Door anticipa le difficoltà, sia personali che musicali, che Harrison ebbe intorno alla metà degli anni settanta: si separò dalla moglie Pattie Boyd, che andò a mettersi con l'amico Eric Clapton, e, malgrado una forte laringite, registrò e pubblicò l'album Dark Horse (1974), e, nello stesso anno, si gettò in una tournée americana, venendo distrutto dalle critiche negative per le parti vocali sia nel 33 giri che nei concerti; il disco successivo, Extra Texture (1975), venne pubblicato in fretta e furia per concludere il contratto con la Apple Records, causando un'altra cattiva accoglienza critica.
Harrison, il quale, nella sua autobiografia I, Me, Mine scrisse che Behind That Locked Door era una buona scusa per incidere una canzone country con una steel guitar a pedale, sostenne anche in altri modi Bob Dylan, del quale venne criticata la performance all'Isola di Wight, includendolo nella sua lista personale dei "rocker" contemporanei essenziali, assieme ai Beatles, ai Rolling Stones, ad Eric Clapton e a Delaney & Bonnie. La partecipazione al Concert for Bangla Desh fu molto sorprendente, poiché il chitarrista statunitense non riprese subito le esibizioni dal vivo dopo quel come-back mal giudicato. Inoltre, Harrison passò del tempo con Dylan a Los Angeles quando venne stroncato dalle critica per Dark Horse. Degna di nota è Riding into Jaipur, una composizione indianeggiante di Paul McCartney che sembra sostenere Harrison, malato di un tumore al cervello incurabile, inclusa sul suo album Driving Rain (2001); il disco venne pubblicato lo stesso mese della morte del chitarrista.

### Registrazione
Poco tempo dopo la sua visita (con relativa e lunga jam-session) a Bob Dylan nello studio di registrazione di New York dove stava incidendo New Morning a cavallo tra aprile e maggio 1970, George Harrison iniziò, a Londra, le sedute di registrazione per All Things Must Pass, le quali, co-prodotte con Phil Spector, durarono da fine maggio a inizio novembre di quell'anno, e, in questo periodo, si vide la nascita di oltre trenta canzoni, buona parte delle quali incluse sul triplo album. Mentre erano assieme a inizio mese, Dylan diede all'amico il numero di Pete Drake, un musicista di steel guitar a pedale di Nashville, con il quale aveva collaborato per registrare Nashville Skyline.
Behind That Locked Door fu tra le prime canzoni del triplo LP ad essere incise: la data va collocata tra fine maggio e inizio giugno. Le parti di steel guitar di Drake si sentono molto bene, e il virtuoso del Tennessee commenta, in alcuni punti della traccia, le parti vocali di Harrison. Quest'ultimo probabilmente ha suonato tutte e tre le parti di chitarra acustica nella canzone, ma c'è anche chi afferma che anche Peter Frampton possa aver suonato lo strumento. L'oramai ex-Beatle ha anche sovrainciso i cori, accreditati ai George O'Hara-Smith Singers, con una sperimentazione verso le parti vocali molto apprezzata da Spector. Oltre la sezione ritmica, formata da Klaus Voorman al basso elettrico e Alan White a una batteria poco incisiva, suonano su Behind That Locked Door anche Billy Preston e Gary Wright, rispettivamente all'organo e al pianoforte. La strumentazione utilizzata era molto simile a quella solista del gruppo The Band, tanto che circolarono per alcuni anni supposizioni sul fatto che quel complesso avesse accompagnato Harrison nell'incisione della traccia.

### Pubblicazione e accoglienza
Behind That Locked Door venne inclusa nell'album All Things Must Pass, pubblicato dalla Apple Records negli ultimi giorni di novembre 1970. Nel triplo album, questa canzone è la terza traccia del lato B del primo disco e la settima in generale; è posta tra If Not for You, una cover di un brano di Bob Dylan, e Let It Down. Il demo del brano venne incluso su Early Takes, Vol. 1 (2012), un album che contiene ben sei di dieci canzoni risalenti al periodo del triplo album; nel CD, Behind That Locked Door è posta tra una prima versione di Awaiting On You All e il demo del brano All Things Must Pass.
Ian Inglis ha affermato che, tra l'enorme gamma di temi trattati dai pezzi dell'album, c'è anche spazio per un gesto toccante di amicizia tra due uomini. Anche Alan Smith del New Musical Express è della stessa idea, poiché infatti ha scritto che è un brano straordinario che unisce una musica caraibica al country, aggiungendo che andava ceduto a Slim Whitman senza indugi. Nicholas Schaffner ha fatto notare l'intimità, sia nella musica che nel testo, di questa canzone, come delle altre nell'album influenzate da Bob Dylan, è superiore a tutto il resto dell'album. Considerata da Simon Leng, il quale ne ha lodato la parte vocale, come una delle composizioni del chitarrista più attraenti, ed ha fatto notare che il suo autore, "cantando l'altrui dolore", non si considerava al centro del mondo. Nel suo libro Phil Spector: Out of His Head, Richard Williams ha affermato che il soggetto della sua pubblicazione ha realizzato un missaggio autunnale che fa risaltare il "meraviglioso" lavoro chitarristico di Pete Drake. Elliot Huntley ha scritto che Harrison poteva decidere di riempire un'intera facciata di All Things Must Pass con della musica country, come i Rolling Stones fecero su Exile on Main St., ed infatti ha affermato che l'ex-Beatle ha perso l'occasione di incidere più canzoni di quel genere, basandosi sulla sua abilità in composizioni come queste. Molto controcorrente, Rolling Stone, dalla penna di Ben Gerson, che, al di fuori dei cori, giudicati "carini", ha definito Behind That Locked Door come un brano incomprensibile.

## Formazione
- George Harrison: voce, cori, chitarre acustiche
- Peter Frampton: chitarra acustica
- Pete Drake: steel guitar a pedale
- Klaus Voormann: basso elettrico
- Gary Wright: pianoforte
- Billy Preston: organo
- Alan White: batteria[46][54]